# 羅斯·楊斯
羅斯·米德布魯克·「派普」·楊斯（英語：Ross Middlebrook "Pep" Youngs，1897年4月10日—1927年10月22日），為美國職棒大聯盟的右外野手。10年職棒生涯皆效力於紐約巨人。
楊斯從1917年開始效力於巨人，1921年和1922年拿下世界大賽二連霸。生涯連續8個球季打擊率都突破3成，後來因為生病而提前結束職棒生涯，最後在30歲那年因為腎炎而去世。
1972年，楊斯入選名人堂，但他的入選有引發一些爭議。因為當時名人堂資深委員會多由楊斯的前隊友組成，因此有任人唯親的嫌疑。

## 職業生涯
1917年，楊斯加盟了國際聯盟的羅徹斯特騙徒隊。由於這支球隊和巨人隊有合作關係，因此在楊斯繳出3成56的打擊率後，巨人隊便將他邀請過來。
1917年9月25日，楊斯登上大聯盟。這年他26個打數敲出9支安打。1918年，右外野手Dave Robertson離隊一年，因此楊斯補上了空缺。該年他的打擊率為3成02，聯盟排名第6。他也從這年開始維持單季3成打擊率。後來Robertson被交易到小熊，楊斯的外野手位置也更加穩固。1919年和1920年，他的打擊率分別排名聯盟第三和第二。

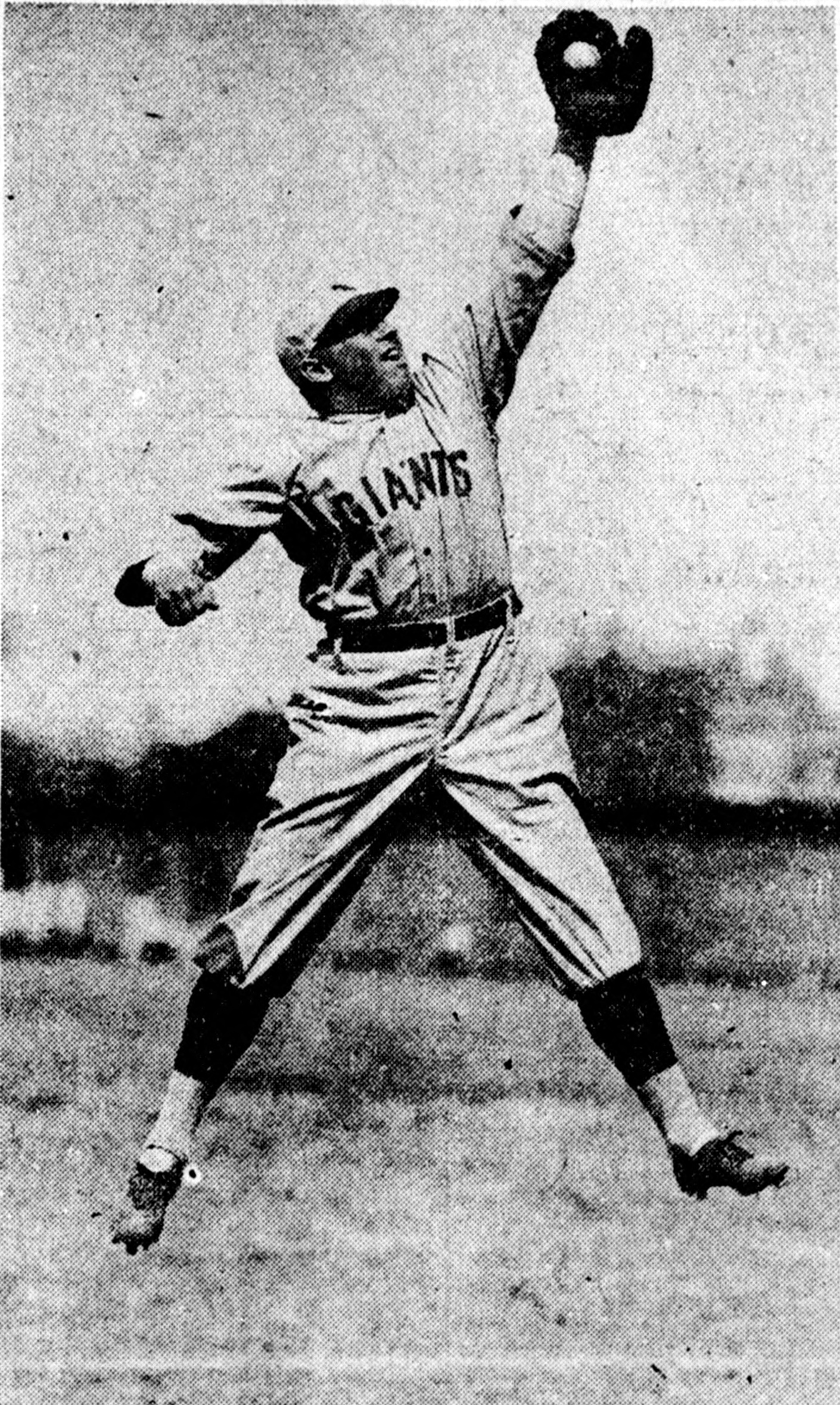
1922年，在接球的楊斯

1921年世界大賽，楊斯在第三戰成為大聯盟首位單局敲出2支安打的選手。最後巨人隊成功擊敗洋基奪冠。1922年4月29日，楊斯達成完全打擊。1922年世界大賽，他的打擊率高達3成75，巨人也拿下二連霸。1923年世界大賽，楊斯的打擊率為3成56，不過這次換洋基奪下冠軍，粉碎巨人隊的三連霸夢想。
楊斯在1924年繳出3成56的打擊率，這年巨人隊和道奇隊在爭奪國聯冠軍。而巨人隊的外野手Jimmy O'Connell試圖賄賂費城人隊游擊手Heinie Sand，讓他在面對巨人隊的比賽中放水。最後Hand拒絕接受賄賂，還通知總教練。而O'Connell也遭到聯盟處以終身禁賽。雖然他表示楊斯、喬治·凱利和法蘭基·弗里許都有涉案，不過三人最終都被證明是清白的。
1924年世界大賽，楊斯的打擊率只有1成85，巨人隊也輸給參議員隊。1925年，楊斯的單季打擊率首次低於3成。不過他在1926年觸底反彈，單季打擊率為3成06。這年巨人隊拉上新秀外野手密爾·歐特，楊斯也擔任歐特的導師，帶領歐特成為未來的名人堂選手。

## 去世
1926年，楊斯罹患俗稱布萊特氏症的腎炎，起因是他在1924年因為鏈球菌感染而引起。8月10日，由於楊斯的身體太過虛弱，因此總教練要求他必須在家休息。
1927年3月，楊斯接受了輸血手術，不過他後來仍在10月22日去世，得年30歲，他的體重也從77公斤驟減到剩下45公斤。最後巨人隊在波羅球場右外野設置一塊楊斯的匾額，紀念這位效力於巨人並拿下兩座冠軍的傳奇外野手。

## 個人生活
楊斯在1924年10月結婚，長女在隔年12月出生。但是楊斯的母親和他太太不和，因此後來夫妻分居，楊斯也從未見過他的女兒。根據其他球員的描述，楊斯是一名舉止得體、態度謙和的人。他除了棒球以外也很擅長高爾夫球，甚至被認為是大聯盟裡高爾夫球最強的選手。

## 外部連結
- 球員資訊和成績在MLB，ESPN，Baseball-Reference，Fangraphs（英文）

| 前任： Dave Robertson | 完全打擊 1922年4月29日 | 繼任： Jimmy Johnston |